# MangaDex
MangaDex é um website sem fins lucrativos que reúne traduções de mangá, manhwa e manhua. O conteúdo no site geralmente é não oficial, carregado por grupos de "scanlation", mas ligações para serviços oficiais como Manga Plus e Bilibili Comics também são fornecidos no site. MangaDex foi iniciado em 2018 pelo desenvolvedor Hologfx e inicialmente financiado por meio de doações de usuários, mas agora é financiado por meio de programas de afiliados. O site é bloqueado em diversos países, incluindo Itália e Rússia.

## Conteúdo
MangaDex hospeda principalmente traduções não oficiais feitas por fãs (scanlations) de mangá, manhwa e manhua, carregadas por usuários, sendo que o conteúdo no site muitas vezes está sujeito a retirada por violação de direitos autorais. No entanto, ligações para capítulos de serviços oficiais como Manga Plus e Bilibili Comics também estão disponíveis. MangaDex oferece filtros avançados de busca para séries baseadas em demografia (por exemplo, Shōjo, Shōnen), temas, gêneros, formato e status de publicação, e permite que os usuários organizem títulos em bibliotecas personalizadas. Um fórum também é hospedado no site. O financiamento dos servidores do site era historicamente mantido por meio de doações de usuários, mas agora é financiado principalmente por meio de programas de afiliados. É administrado por voluntários não remunerados. A interface do site está disponível em inglês, espanhol, francês e português brasileiro, sendo que os capítulos também estão disponíveis em outros idiomas.

## História
MangaDex foi criado pelo desenvolvedor Hologfx em janeiro de 2018 como parte do "Project AniDex". Um fórum oficial para o site foi disponibilizado ao público em março.

### Intimidação de DMCA
Em 20 de dezembro de 2019, o advogado Evan Stone solicitou uma intimação em nome da Viz Media contra a Cloudflare para obter informações de identificação sobre o operador do MangaDex. Stone alegou que o site estava infringindo os direitos autorais da Viz Media ao hospedar o mangá Boruto: Naruto Next Generations. A intimação foi protocolada no Tribunal de Distrito dos Estados Unidos para o Distrito Norte do Texas. Em 1 de janeiro de 2020, o MangaDex anunciou no Twitter que havia desligado o site e que transfeririam seu conteúdo para um novo serviço de hospedagem de sites. Eles esperavam ficar fora do ar por aproximadamente 72 horas. Escrevendo para o Everyeye.it, Amedeo Sebastiano especulou que a intenção da Viz Media, que pertence à Shueisha, poderia ter sido eliminar a concorrência para sua nova plataforma Manga Plus. A Shueisha havia solicitado anteriormente uma intimação ao site de hospedagem de mangás Mangastream em março, e processou outro site, Hoshinoromi, em setembro.
O site voltou ao ar em 5 de janeiro sob outro serviço de hospedagem com temporariamente um domínio de topo diferente, .cc; anteriormente, eles usavam .org. A intimação de DMCA foi supostamente causada por um usuário que enviou edições coloridas de traduções oficiais em inglês de Boruto, o que era proibido no site. Devido a questões legais, o novo host não aceitaria doações para o site, deixando o financiamento do site como uma questão em aberto. Os capítulos problemáticos foram removidos, e o site pediu aos usuários que não fizessem upload de capítulos lançados oficialmente. Eles também incentivaram os usuários a relatar quaisquer violações.

### Problemas de largura de banda de 2020 e MangaDex@Home
Em 2020, o MangaDex começou a enfrentar problemas de largura de banda devido ao aumento do tráfego durante as restrições da pandemia de COVID-19, agravados pelo fechamento do site de pirataria de mangá MangaRock. Ambos os eventos levaram a um aumento de 15 por cento no tráfego. Os operadores do site também foram informados de que um de seus provedores não mais hospedaria imagens em cache em seus servidores. Consequentemente, eles descreveram "tempos de carregamento desanimadores para capítulos antigos" e anunciaram em junho que lançariam o MangaDex@Home, um projeto de sistema de processamento distribuído de código aberto e Peer-to-peer que permitiria aos usuários voluntariar seus PCs ou servidores para hospedar imagens em cache, aliviando os custos de largura de banda. Eles descreveram a participação do usuário como "maior do que [eles] poderiam imaginar", e todos os visitantes do site passariam a receber imagens de outros usuários por meio do MangaDex@Home em vez dos servidores do MangaDex. Os requisitos para hospedar no serviço foram descritos pelo escritor do PC Professionale Alfonso Maruccia como rigorosos, pedindo aos usuários que tivessem pelo menos 80 megabytes por segundo de velocidade de upload e download, 40 gigabytes de espaço dedicado e manutenção 24 horas por dia, 7 dias por semana. Em agosto, o MangaDex relatou que seus servidores estavam sob forte pressão devido a novos registros após os sites KissAnime e KissManga serem fechados.

### Violação de dados e reescrita da base de código
Em 17 de março de 2021, os operadores do MangaDex afirmaram que um hacker havia obtido acesso a uma conta de administrador por meio de um token de sessão de um vazamento antigo de banco de dados. Os desenvolvedores encontraram as vulnerabilidades que causaram isso, mas três dias depois, o hacker obteve acesso adicional a outra conta de administrador. Eles afirmaram ter obtido acesso aos dados do usuário e enviaram um aviso de resgate aos desenvolvedores no valor de 10 mil dólares em bitcoin. Duas horas depois, eles publicaram um vazamento do código-fonte no GitHub, onde afirmaram que o site ainda tinha uma vulnerabilidade apesar dos patches anteriores dos desenvolvedores. Os operadores do site não tinham evidências de que houve uma violação de dados, mas ainda assim assumiram que isso havia acontecido por motivos de segurança e desligaram o site, além de alertar os usuários para redefinirem suas senhas. O vazamento do código-fonte do hacker foi removido do Github após um aviso de remoção pelo MangaDex ainda naquele mês. Após o ataque, o MangaDex anunciou um programa de recompensa por bugs para melhorar ainda mais a segurança.
Em meados de abril, o MangaDex confirmou que identificou uma violação de dados contendo os endereços de e-mail dos usuários, endereços IP e senhas criptografadas. Eles trabalharam em conjunto com o site de segurança Have I Been Pwned? para informar os usuários sobre a violação e incentivaram as pessoas a alterarem suas senhas. Nesse ponto, o vazamento já estava circulando de forma privada na internet, mas não amplamente, segundo o operador do Have I Been Pwned?, Troy Hunt.
Após o hack, os desenvolvedores afirmaram que o código do site seria completamente reescrito para uma versão mais segura, chamada v5, e estimaram que isso levaria entre uma e três semanas. Eles também mencionaram que era difícil fornecer uma estimativa precisa do tempo de inatividade devido ao fato de o site ser administrado por voluntários. A API da reescrita do código v5 foi lançada em beta fechado em 12 de abril, com um lançamento aberto em 11 de maio. Em 6 de junho, o front-end para a nova versão foi lançada em acesso antecipado.

### Bloqueios
Em junho de 2021, clientes do provedor de serviço de internet Verizon começaram a relatar que não conseguiam acessar o MangaDex e outros sites hospedados pela DDoS-Guard. O jornalista do TorrentFreak, Ernesto van der Sar, especulou que o bloqueio pode não ter sido intencional, mas sim um dano colateral do bloqueio de endereços IP pela Verizon que são semelhantes aos do MangaDex. Em novembro, os desenvolvedores do MangaDex conseguiram criar uma solução alternativa para permitir que os clientes da Verizon acessassem o site, mas estavam incertos se funcionaria permanentemente. Eles sugeriram que os usuários "considerassem mudar para um provedor que não censurasse o acesso à internet". Eles não forneceram uma explicação para a solução alternativa. Semelhantemente, os provedores indonésios pertencentes à Telkom Indonesia, incluindo IndiHome e Telkomsel, bloquearam os usuários de acessar o site em novembro de 2021. Um administrador do MangaDex afirmou em seu servidor oficial do Discord que a Telkom estava extorquindo dinheiro deles, alegando que os clientes da Telkom não conseguiriam acessar o site a menos que o MangaDex pagasse a eles.
Em 23 de dezembro de 2021, a agência governamental italiana Autorità per le Garanzie nelle Comunicazioni impediu que o MangaDex operasse na Itália após uma reclamação da Associação Italiana de Editores. Isso também afetou outros sites que hospedam mangás. Em agosto de 2022, usuários na Rússia perderam acesso ao site semelhantemente.

### Remoção de DMCA de 2025
Em maio de 2025, centenas de séries foram removidas do MangaDex após uma solicitação coordenada de remoção de DMCA de editoras japonesas e coreanas, incluindo Kodansha, Square Enix e Naver. De acordo com um moderador, essa é a maior remoção da história do site.